# Ginevra (Novelle)
Ginevra ist der Titel einer Novelle von Ferdinand von Saar, die 1890 erstmals erschien.

## Inhalt
Nach dem Diner einer Tischgesellschaft erzählt ein alter Oberst eine seiner alten Liebesgeschichten.
Binnenerzählung:
Als 20-jähriger Fähnrich lernte der spätere Oberst bei einer Tanzerei in Leitmeritz ein liebliches, sechzehnjähriges Mädchen namens Ginevra Maresch kennen. Sie lebt mit ihrer Mutter, einer geborenen Italienerin, in einem bescheidenen Häuschen am Rande der Stadt. Der Vater, ein ehemaliger Offizier, der seinen Abschied genommen hat, um die geliebte Frau heiraten zu können, ist als kleiner Beamter vor drei Jahren gestorben. Die beiden jungen Menschen verlieben sich. Sie tauschen Ring und Schmuck und die Stunden, die sie gemeinsam im Hause der Mutter verbringen, erscheinen ihnen beiden als die Zeit eines traumhaften Glückes. Bis durch Vermittlung eines Onkels in Wien der Erzähler ganz plötzlich befördert und nach der Hauptstadt versetzt wird. 
Natürlich schwört man sich beim Abschied ewige Treue, und anfangs wechselt man auch wöchentlich zärtliche Briefe, aber dann wird der junge Leutnant Adjutant des Bataillonskommandeurs, und dessen Frau, eine weltgewandte polnische Gräfin, gewinnt bald eine fesselnde Anziehungskraft auf den noch unerfahrenen jungen Mann. So gerät Ginevra immer mehr in Vergessenheit, der Briefwechsel schläft ein, sogar ein Brief von Ginevras Mutter bleibt ungeöffnet und wird achtlos verloren. Bis dann eines Tages Ginevra selbst bei ihm in Trauer erscheint, ihren Schmuck, der vom Vater stammt, zurückfordert, den Ring aber behält zur Erinnerung an «die glücklichste Zeit» ihres Lebens.
Den Offizier lenken Feldzüge und Kämpfe von dem schmerzlich beschämenden Erlebnis ab. Später erfährt er, dass Ginevra einen erfolgreichen Triester Kaufmann geheiratet hat. An seiner und einer erwachsenen Tochter Seite glaubt er sie in Wien einmal gesehen zu haben.
„Die Erzählung „Ginevra“ … spiegelt das alte Thema von Schein und Sein vor dem Hintergrund der Zeit- und Moralgeschichte der Biedermeierzeit wider. Ein unzeitgemäßes und zerbrechendes Liebesideal wird verwoben mit symbolischen Bezügen, die von der mittelalterlichen hohen Minne über die italienische Renaissance bis zum russischen Realismus reichen. …“